# New Zealand Darts Masters
Das New Zealand Darts Masters (2019 offiziell: NZ Darts Masters) ist ein Dartturnier, das von der Professional Darts Corporation (PDC) im Rahmen der World Series of Darts veranstaltet wird. 

## Format
An dem Turnier nehmen insgesamt 16 Spieler teil. Dazu zählen die Top 6 des PDC World Rankings, zwei Wildcard-Spieler und 8 lokale Qualifikanten.
Das Turnier wird im K.-o.-System gespielt. In der ersten Runde und im Viertelfinale ist der Spielmodus ein best of 11 legs, im Halbfinale wird best of 13 legs gespielt. Das Finale wird im best of 15 legs-Modus gespielt.

## Preisgeld
Bei dem Turnier werden insgesamt £ 100.000 an Preisgeldern ausgeschüttet. Das Preisgeld verteilt sich unter den Teilnehmern wie folgt:
| Position (Anzahl der Spieler) | Position (Anzahl der Spieler) | Preisgeld |
| ----------------------------- | ----------------------------- | --------- |
| Gewinner                      | (1)                           | £ 30.000  |
| Finalist                      | (1)                           | £ 16.000  |
| Halbfinalisten                | (2)                           | £ 10.000  |
| Viertelfinalisten             | (4)                           | £ 5.000   |
| Achtelfinalisten              | (8)                           | £ 1.750   |
|                               |                               |           |
|                               |                               | £ 100.000 |

Da es sich um ein Einladungsturnier handelt, werden die erspielten Preisgelder bei der Berechnung des PDC World Rankings nicht berücksichtigt.

## Finalergebnisse
| Jahr | Austragungsort              | Sieger                               | Ergebnis                             | Finalist                             | Sponsor                              | Preisgeld                            | Preisgeld                            |
| Jahr | Austragungsort              | Sieger                               | Ergebnis                             | Finalist                             | Sponsor                              | Gesamt                               | Sieger                               |
| ---- | --------------------------- | ------------------------------------ | ------------------------------------ | ------------------------------------ | ------------------------------------ | ------------------------------------ | ------------------------------------ |
| 2019 | Claudelands Arena, Hamilton | Michael van Gerwen                   | 8 : 1                                | Raymond van Barneveld                | Burger King, TAB                     | 0£ 60.000                            | 0£ 20.000                            |
| 2020 | Claudelands Arena, Hamilton | Abgesagt wegen der COVID-19-Pandemie | Abgesagt wegen der COVID-19-Pandemie | Abgesagt wegen der COVID-19-Pandemie | Abgesagt wegen der COVID-19-Pandemie | Abgesagt wegen der COVID-19-Pandemie | Abgesagt wegen der COVID-19-Pandemie |
| 2021 | Claudelands Arena, Hamilton | Abgesagt wegen der COVID-19-Pandemie | Abgesagt wegen der COVID-19-Pandemie | Abgesagt wegen der COVID-19-Pandemie | Abgesagt wegen der COVID-19-Pandemie | Abgesagt wegen der COVID-19-Pandemie | Abgesagt wegen der COVID-19-Pandemie |
| 2022 | Claudelands Arena, Hamilton | Gerwyn Price                         | 8 : 4                                | Jonny Clayton                        | TAB                                  | 0£ 60.000                            | 0£ 20.000                            |
| 2023 | GLOBOX Arena, Hamilton      | Rob Cross                            | 8 : 7                                | Nathan Aspinall                      | GLOBOX                               | 0£ 60.000                            | 0£ 20.000                            |
| 2024 | GLOBOX Arena, Hamilton      | Luke Humphries                       | 8 : 2                                | Damon Heta                           | GLOBOX                               | 0£ 60.000                            | 0£ 20.000                            |
| 2025 | Spark Arena, Auckland       | Luke Littler                         | 8 : 4                                | Luke Humphries                       | SkyCity                              | 0£ 60.000                            | 0£ 20.000                            |